# Andrew Cashner
Andrew Burton Cashner (né le 11 septembre 1986 à Conroe, Texas, États-Unis) est un lanceur droitier de baseball qui a évolué en Ligue majeure de 2010 à 2019.

## Carrière

### Cubs de Chicago
Après des études secondaires à la Conroe High School de Conroe (Texas), Andrew Cashner suit des études supérieures au Angelina Junior College puis à la Texas Christian University, où il porte les couleurs des TCU Horned Frogs en 2008.  
Il est repêché quatre fois. En 2005 par les Braves d'Atlanta, 2006 par les Rockies du Colorado et en 2007 et 2008 par les Cubs de Chicago. Il repousse les trois premières offres puis rejoint les rangs professionnels à la suite du repêchage amateur du 5 juin 2008 au cours de laquelle il est sélectionné par les Cubs de Chicago au premier tour (19e choix). Il perçoit un bonus de 1,54 million de dollars à la signature de son premier contrat professionnel le 10 juillet 2008. 
Il passe deux saisons en Ligues mineures avant d'effectuer ses débuts en Ligue majeure le 31 mai 2010. Il lance 53 parties pour Chicago à sa saison recrue et maintient une moyenne de points mérités de 4,80 en 54 manches et un tiers lancées, avec deux victoires et six défaits.
En 2011, il ne joue que 7 parties pour les Cubs et affiche une moyenne de 1,69 point mérité accordé par partie en 10 manches et deux tiers. Il est nommé cinquième lanceur partant des Cubs après le camp d'entraînement mais n'a le temps d'effectuer qu'un départ en saison régulière avant d'être placé sur la liste des joueurs blessés le 8 avril en raison d'une blessure à la coiffe du rotateur. Il se blesse de nouveau en reprenant l'entraînement, et après avoir repris la forme dans les mineures, il revient avec les Cubs pour six sorties comme releveur en septembre.

### Padres de San Diego

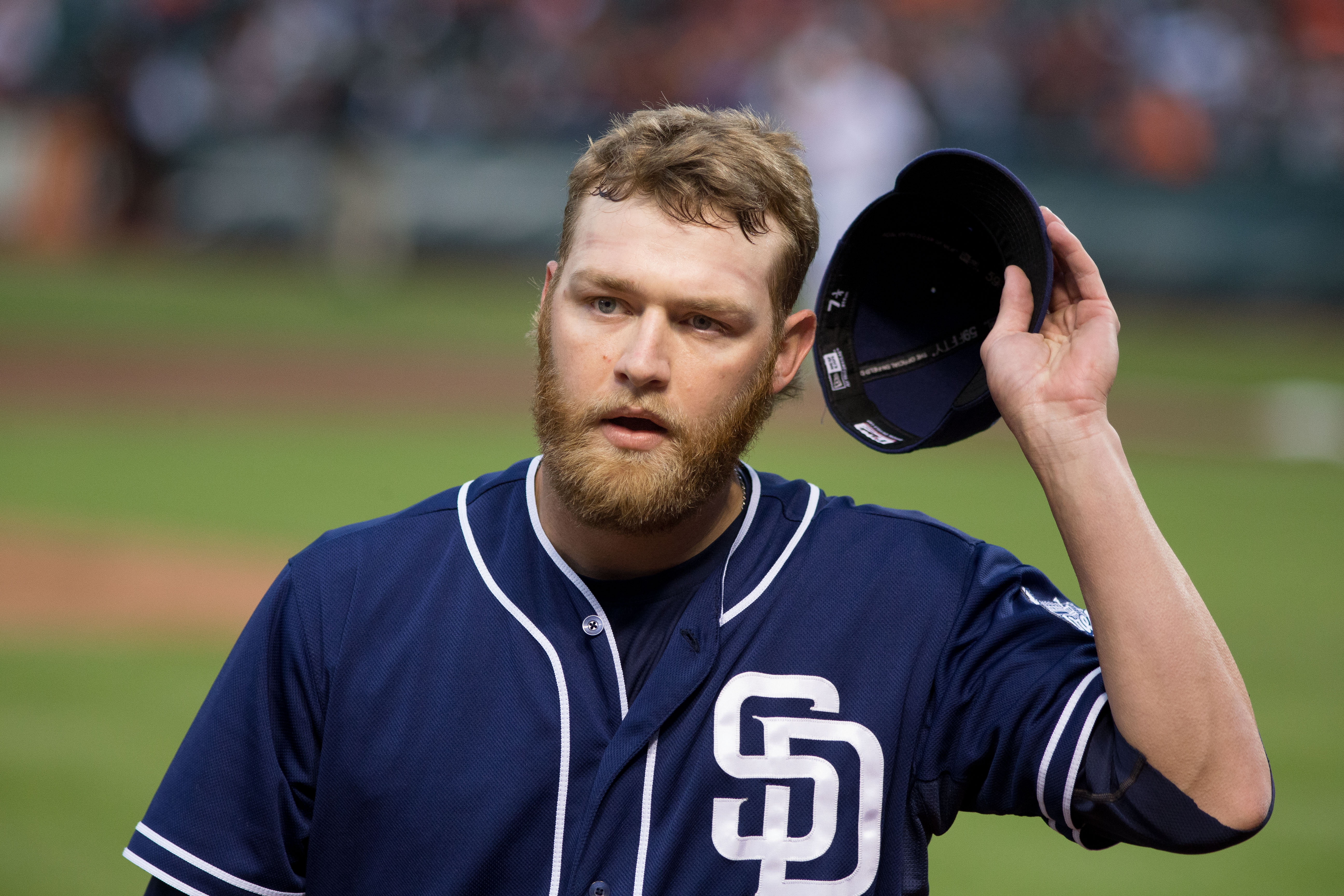
Andrew Cashner en 2013 avec les Padres de San Diego.

Le 6 janvier 2012, les Cubs échangent Cashner et voltigeur des ligues mineures Kyung-Min Na en retour du joueur de premier but d'avenir Anthony Rizzo et du lanceur droitier des mineures Zach Cates. Il effectue 33 sorties, dont 5 comme lanceur partant en 2012 à sa première année à San Diego et présente une moyenne de points mérités de 4,27 avec trois victoires, quatre défaites et 52 retraits sur des prises en 46 manches et un tiers lancées.
Le 16 septembre 2013, Cashner réussit son premier match complet et premier blanchissage en carrière dans une victoire de 2-0 des Padres à Pittsburgh sur les Pirates. Il lance un match d'un seul coup sûr, perdant un match parfait en accordant un simple à José Tábata, le premier frappeur de la 8e manche.
Souffrant de diverses blessures au coude, à l'épaule et à la nuque en 2014, Cashner est limité à 19 départs. Il est excellent avec une moyenne de points mérités de 2,55 en 123 manches et un tiers lancées. 
En 2015, sa moyenne atteint 4,34 en 184 manches et deux tiers lancées lors de 31 départs. Il est le meilleur lanceur des Padres jusqu'à la fin mai, mais les choses se gâtent par la suite, et le manque de support offensif de ses coéquipiers doublé de mauvaises performances lui valent une fiche de seulement 6 victoires contre 16 défaites.

### Marlins de Miami
Avec les lanceurs droitiers Colin Rea et Tayron Guerrero, Cashner est échangé aux Marlins de Miami le 29 juillet 2016 contre les lanceurs droitiers Jarred Cosart et Carter Capps, le joueur de premier but des ligues mineures Josh Naylor et le lanceur droitier des mineures Luis Castillo.
Cashner arrive à Miami avec une moyenne de points mérités de 4,76 en 79 manches et un tiers lancées en 2016 pour San Diego. Son bref passage chez les Marlins est désastreux : moyenne de 5,98 en 52 manches et deux tiers lancées en 11 départs et une présence en relève.

### Rangers du Texas
Même si le lanceur droitier n'a pas connu de bonne saison depuis 2014, les Rangers du Texas décident de courir le risque d'engager Cashner, qui signe avec l'équipe un contrat d'une saison à 10 millions de dollars, le 21 novembre 2016,.

### Orioles de Baltimore
Le 13 février 2018, Cashner signe un contrat de 16 millions de dollars pour une période de 2 ans avec une option jusqu'en 2020, permettant ainsi à l'équipe de renforcer sa rotation de lanceurs sur le long terme.

## Statistiques
| Saison | Équipe          | G   | GS  | CG | SHO | V  | D  | SV | IP     | SO  | ERA  |
| ------ | --------------- | --- | --- | -- | --- | -- | -- | -- | ------ | --- | ---- |
| 2010   | Chicago Cubs    | 53  | 0   | 0  | 0   | 2  | 6  | 0  | 54.1   | 50  | 4,80 |
| 2011   | Chicago Cubs    | 7   | 1   | 0  | 0   | 0  | 0  | 0  | 10.2   | 8   | 1,69 |
| 2012   | San Diego       | 33  | 5   | 0  | 0   | 3  | 4  | 0  | 46.1   | 52  | 4,27 |
| 2013   | San Diego       | 31  | 26  | 1  | 1   | 10 | 9  | 0  | 175.0  | 128 | 3,09 |
| 2014   | San Diego       | 19  | 19  | 2  | 2   | 5  | 7  | 0  | 123.1  | 93  | 2,55 |
| 2015   | San Diego       | 31  | 31  | 0  | 0   | 6  | 16 | 0  | 184.2  | 165 | 4,34 |
| 2016   | San Diego Miami | 28  | 27  | 0  | 0   | 5  | 11 | 0  | 132.0  | 112 | 5,25 |
| 2017   | Texas           | 28  | 28  | 0  | 0   | 11 | 11 | 0  | 166.2  | 86  | 3,40 |
| 2018   | Baltimore       | 28  | 28  | 0  | 0   | 4  | 15 | 0  | 153.0  | 99  | 5,29 |
| Totaux | Totaux          | 258 | 165 | 3  | 3   | 46 | 79 | 0  | 1046.0 | 793 | 4,02 |

Note : G = Matches joués ; GS = Matches comme lanceur partant ; CG = Matches complets ; SHO = Blanchissages ; 
V = Victoires ; D = Défaites ; SV = Sauvetages ; IP = Manches lancées ; SO = Retraits sur des prises ; ERA = Moyenne de points mérités.